# Nova nana

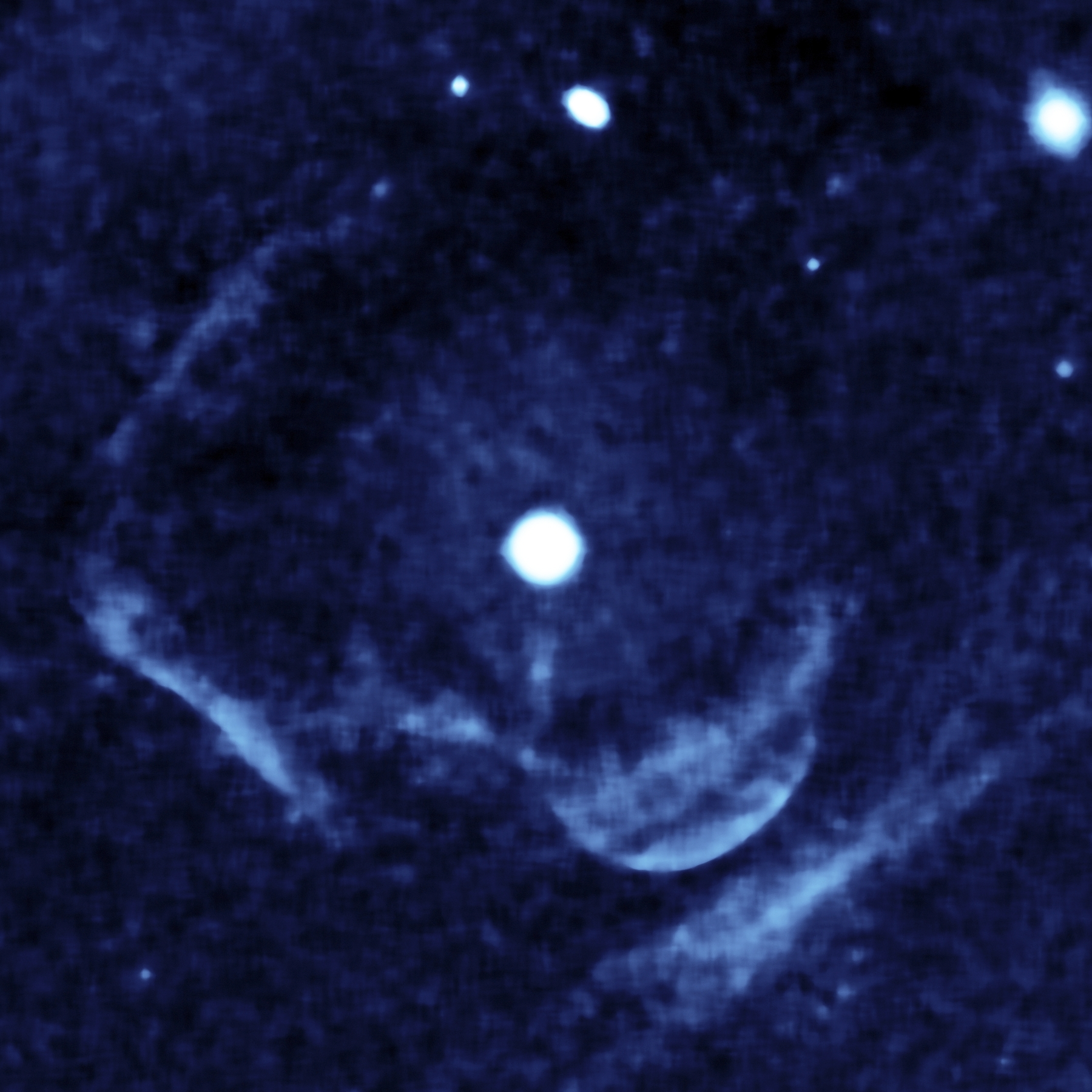
Imatge de Z Camelopardalis a l'ultraviolat.

Una nova nana és un tipus d'estrella variable cataclísmica que augmenta la seva brillantor de manera abrupta i impredictible en un factor d'entre 5 i 250 (de 2 a 6 magnituds). L'augment fins al màxim de brillantor succeeix en menys d'un dia, mentre que la disminució fins a la inactivitat té lloc durant diversos dies o setmanes. L'arquetip d'aquest tipus de variables és l'estrella U Geminorum.

## Característiques

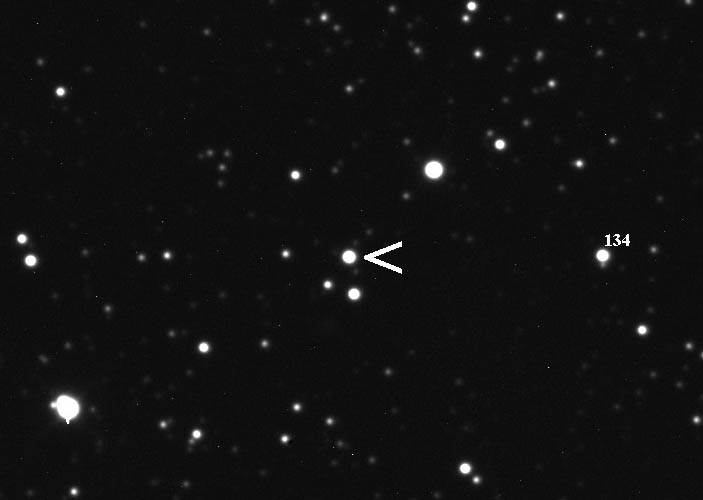
Escat de nova nana HT Cas(mag ~13.4) 2 de novembre de 2010

Les noves nanes consisteixen en un sistema binari proper on una de les components és una nana blanca que pren matèria de la seva companya, una subgegant de tipus espectral K o M. Són similars a les noves clàssiques en què la nana blanca sofreix esclats periòdics, però el mecanisme és diferent: mentre que en les noves clàssiques els esclats són el resultat de la fusió i detonació de l'hidrogen, la teoria actual postula que les noves nanes tenen lloc per la inestabilitat del disc d'acreció, quan el gas arriba a una temperatura crítica que provoca un canvi en la seva viscositat, produint-se un col·lapse cap a la nana blanca que allibera una gran quantitat d'energia potencial gravitatòria.
Les noves nanes es distingeixen també de les noves clàssiques en què la seva lluminositat és menor i en què normalment són recurrents en un interval que va de dies a dècades. La lluminositat de l'esclat augmenta amb l'interval de recurrència i amb el període orbital; recents estudis amb el Telescopi Espacial Hubble suggereixen que l'última relació pot fer que les noves nanes siguin útils com candeles estel·lars per mesurar distàncies còsmiques.

## Classificació
Dins de les noves nanes es poden distingir els següents subtipus:
1. Estrelles SS Cygni, experimenten esclats ben definits amb una amplitud de 2 a 6 magnituds. Reben el seu nom per SS Cygni, el primer estel d'aquest subtipus a ser descoberta.
2. Estrelles SU Ursae Majoris, que a més dels esclats normals, ocasionalment pateixen "superesclats" més brillants que la mitjana. El prototip és SU Ursae Majoris. Altres varietats de SU Ursae Majoris són les estrelles ER Ursae Majoris i les WZ Sagittae.[5]
3. Estrelles Z Camelopardalis, que durant un període es detenen en una determinada brillantor per sota del seu pic. L'estrella prototípica és Z Camelopardalis.